# Steve J. Adams
Steve J. Adams és un director de cinema canadenc que co-dirigeix amb Sean Horlor sota la seva companyia de producció, Nootka St.
Adams i Horlor van dirigir conjuntament diversos curtmetratges, com ara Just the Tip (2012), Only One (2016), A Small Part of Me (2016), Angela (2016), Hunting Giants (2017), Brunch Queen (2018), The Day Don Died (2018) i la sèrie de curts documentals Dear Reader (2021).
El primer llargmetratge documental del duo, Someone Like Me, es va estrenar al Hot Docs Canadian International Documentary Festival de 2021, on va ser nomenat un dels cinc guanyadors del Rogers Audience Award. Més tard va ser finalista del Millor pel·lícula de la Columbia Britànica als Premi del Cercle de Crítics de Cinema de Vancouver 2021, i una nominació al Premi DGC Allan King al millor documental als premis del Sindicat de Directors del Canadà de 2021.
El seu segon llargmetratge documental, Satan Wants You, es va estrenar l'any 2023.